# Альбієвич (герб)
Альбієвич (пол. Albijewicz) — шляхетський герб татарського походження.

## Історія
1526 року зафіксована згадка про Ахмеда Султана Альбієвича.

## Опис
Тарак-тамга. Барви невідомі.